# San Biagio Platani
San Biagio Platani ist eine Stadt im Freien Gemeindekonsortium Agrigent in der Region Sizilien in Italien.

## Lage und Daten
San Biagio Platani liegt 42 Kilometer nördlich von Agrigent. Hier wohnen 2836 Einwohner (Stand 31. Dezember 2023), die hauptsächlich in der Landwirtschaft arbeiten.
Die Nachbargemeinden sind Alessandria della Rocca, Casteltermini, Sant’Angelo Muxaro, Santo Stefano Quisquina und Cianciana.

## Geschichte
Die Gemeinde wurde 1648 gegründet.

## Sehenswürdigkeiten
Die Stadt ist regelmäßig gebaut. Sie besteht aus zwei Achsen, die Viale della Vittoria und die Corso Umberto, die im rechten Winkel zueinander stehen. Die wichtigsten Bauwerke sind die Carmine-Kirche aus dem 18. Jahrhundert und die Pfarrkirche aus dem 18. Jahrhundert. San Biagio Platani ist bekannt für seine Zeremonien zum Osterfest, die von Karfreitag bis Ostersonntag gefeiert werden.

## Partnergemeinden
Die Partnergemeinde ist die Gemeinde Remchingen in Baden-Württemberg. Der Partnerschaftsvertrag besteht seit 1986.

## Söhne und Töchter
- Fedele Tirrito (1717–1801), Kapuzinerpater, Schriftsteller und Maler des Spätbarocks